# Andreas Krogh
Andreas Jens Krogh, född 9 juli 1894 i Kristiania, död 25 april 1964 i Oslo, var en norsk konståkare. Han blev olympisk silvermedaljör i Antwerpen 1920.